# Il papà di Giovanna
Pour plus de détails, voir Fiche technique et Distribution.
Il papà di Giovanna est un film italien réalisé par Pupi Avati, sorti en 2008.

## Fiche technique
- Titre : Il papà di Giovanna
- Réalisation : Pupi Avati
- Scénario : Pupi Avati et Antonio Avati
- Photographie : Pasquale Rachini
- Musique : Riz Ortolani
- Production : Antonio Avati et Pupi Avati
- Pays d'origine : Italie
- Date de sortie : 2008

## Distribution
- Silvio Orlando : Michele Casali
- Francesca Neri : Delia Casali
- Ezio Greggio : Sergio Ghia
- Alba Rohrwacher : Giovanna Casali
- Serena Grandi : Lella Ghia
- Manuela Morabito : Elide Traxler
- Gianfranco Jannuzzo : Preside Apolloni
- Paolo Graziosi : Andrea Taxler